# Acıgöl
Acıgöl, antigamente Dobada, é um distrito (em turco:  ilçe) da região histórica da Capadócia, pertencente à província de Nevşehir e à região administrativa da Anatólia Central da Turquia. Em 2009 a sua população era de 21 450 habitantes, dos quais 5 854 moravam na cidade. Situa-se a cerca de 20 km em linha reta a este-sudeste de Nevşehir e faz fronteira com as províncias de  de Aksaray e Niğde.
Acıgöl significa "lago amargo" ou "lago da dor" (aci = amargo ou dor; göl = lago).

## Geografia e locais históricos
A pouca distância da cidade ergue-se a caldeira vulcânica de Acıgöl-Nevşehir, junto ao qual passa a estrada para Nevşehir. Trata-se de um monte de mais de 400 m de altura, cujo cume se encontra a 1 689 m de altitude com cerca de 7 por 8 km.
A área do distrito encontram-se pelo menos três cidades subterrâneas: uma em Acıgöl, outra em Kurugöl e outra em Tatların. Só a última está parcialmente aberta ao público.

## Educação
Existem 22 escolas no distrito, 19 delas primárias e pelo menos uma secundária, na capital. A taxa de alfabetização é de 90%.

## Economia
A economia baseia-se sobre tudo na agricultura e pecuária. O turismo, atividade importante em distritos vizinhos, é praticamente insignificante.
Entre as produções agrícolas mais importantes encontram-se o girassol, cebola, cereais, batata e abóbora, esta última cultivada sobretudo para aproveitamento das pevides. Também se produz uva e damasco. Grande parte da produção de damascos destina-se a secagem para conserva.
Parte das terras agrícolas são irrigadas, usualmente recorrendo a poços, mas há 300 ha que usam água da barragem construída no município de Tatlarin. Embora uma parte considerável das terras do distritos sejam secas (cerca de três quartos) e mesmo salgadas, pouco menos de um quarto das terras são férteis, havendo zonas muito férteis.